# Luzerne (Iowa)
Pour les articles homonymes, voir Luzerne (homonymie).
Luzerne est une ville du comté de Benton, en Iowa, aux États-Unis. La ville est fondée en 1868, lorsque la ligne de chemin de fer Chicago, Milwaukee, St. Paul and Pacific Railroad arrive dans cette région. Elle est nommée en référence à la ville de Lucerne en Suisse. 

## Source de la traduction
- (en) Cet article est partiellement ou en totalité issu de l’article de Wikipédia en anglais intitulé « Luzerne, Iowa » (voir la liste des auteurs).